# Ángel Daniel Vassallo
Ángel Daniel Vassallo est un basketteur professionnel franco portoricain né le 12 avril 1986 à Arecibo évoluant au poste d'ailier. Il effectue son cursus universitaire en National Collegiate Athletic Association (NCAA) avec les Hokies de Virginia Tech pendant quatre ans avant de commencer une carrière professionnelle, d'abord dans son pays, puis en France. Pour la saison 2010-2011, il signe un contrat avec l'ASVEL Lyon-Villeurbanne où il effectue seulement deux matchs avant d'être licencié pour un comportement en inadéquation avec la politique du club.

## Biographie
Après avoir passé quatre ans à l'université de Virginie, il n'est pas sélectionné par une franchise de National Basketball Association (NBA) lors de l'édition 2009. Il est ainsi recruté par le Paris-Levallois Basket, promu en Pro A, qui cherchait un clutch player afin d'assurer son maintien. Il remplit parfaitement sa mission en devenant vite la meilleure arme offensive du club de la capitale.
Récompensé de sa très bonne première partie de saison, il est sélectionné dans l'équipe étrangère lors du All-Star Game en tant que remplaçant. Il finit meilleur marqueur de la rencontre avec 22 points.
La deuxième partie de saison sera du même acabit pour l'ailier du Paris-Levallois avec quelques très gros matchs (29 points contre Rouen et Orléans ainsi que 21 points contre Villeurbanne, Roanne et Strasbourg). Le Paris-Levallois termine la saison régulière avec un bilan équilibré (15-15) et se qualifie pour les play-offs dès sa première saison après la remontée.
Vassallo  est donc une pièce maîtresse du parcours du club. Sa régularité (seulement 3 matchs à moins de 10 points) en a fait un des meilleurs attaquants du championnat de France. Durant la saison régulière, il tourna à 17,9 points (47 % à 2 points et 41 % à 3points) 4,4 rebonds, 2,7 passes et 1,3 interception par match.
Il rejoint l'ASVEL en juillet 2010. Après deux premiers matchs de Pro A médiocres et soupçonné d'avoir jeté son maillot aux pieds du président du club, il est mis à pied le 18 octobre 2010.